# Западна Лян
Западна Лян (на китайски: 西涼; на пинин: Xī Liáng) е държава в Централна Азия, едно от Шестнайсетте царства, съществувало от 400 до 421 година в централната част на днешен Китай.
Западна Лян възниква през 400 година, когато китайският род Ли отцепва най-западните части на хунската държава Северна Лян образува собствена държава в западната част на днешната провинция Гансу около Дунхуан. Владетелите на Западна Лян използват титлата уан, като в различни периоди се признават за васали на Късна Цин, Източна Дзин, Северна Уей и Лю Сун. През 421 година Западна Лян е унищожена и отново става част от Северна Лян.
Императорите на основаната през VII век династия Тан се смятат за потомци на владетелите на Западна Лян.

## Владетели на Западна Лян
| Име | Име    | Управление |
| --- | ------ | ---------- |
| 1   | Ли Гао | 400-417    |
| 2   | Ли Син | 417-420    |
| 3   | Ли Сюн | 420-421    |